# امبلاینویل
امبلاینویل (به فرانسوی: Amblainville) یک کامین در فرانسه است که در Canton of Méru واقع شده‌است.

## خصوصیات
امبلاینویل ۲۰٫۹۸ کیلومترمربع مساحت و ۱٬۷۳۸ نفر جمعیت دارد و ۷۷ متر بالاتر از سطح دریا واقع شده‌است.